# Simon Youl
Simon John Arthur Youl (Symmons Plains, 1º luglio 1965) è un ex tennista australiano.

## Carriera
In carriera ha vinto 2 titoli in singolare e 2 titoli di doppio. Nei tornei del Grande Slam ha ottenuto il suo miglior risultato raggiungendo le semifinali di doppio misto all'Open di Francia nel 1990, in coppia con la connazionale Louise Field.
È il tennista che in era Open ha salvato il maggior numero di match point (11) in un incontro vinto, a pari merito con Adriano Panatta e Kelly Jones.

## Statistiche

### Singolare

#### Vittorie (2)
| Numero | Anno | Torneo                        | Superficie | Avversario in finale | Punteggio     |
| 1.     | 1989 | Schenectady Open, Schenectady | Cemento    | Scott Davis          | 2–6, 6–4, 6–4 |
| 2.     | 1992 | Singapore Open, Singapore     | Cemento    | Paul Haarhuis        | 6–4, 6–1      |

### Doppio

#### Vittorie (2)
| Numero | Anno | Torneo                           | Superficie  | Compagno        | Avversari in finale             | Punteggio |
| 1.     | 1990 | Grand Prix Hassan II, Casablanca | Terra rossa | Todd Woodbridge | Paul Haarhuis Mark Koevermans   | 6-3, 6-1  |
| 2.     | 1994 | Romanian Open, Bucarest          | Terra rossa | Wayne Arthurs   | Jordi Arrese José Antonio Conde | 6-4, 6-4  |